# Boeuf à la mode

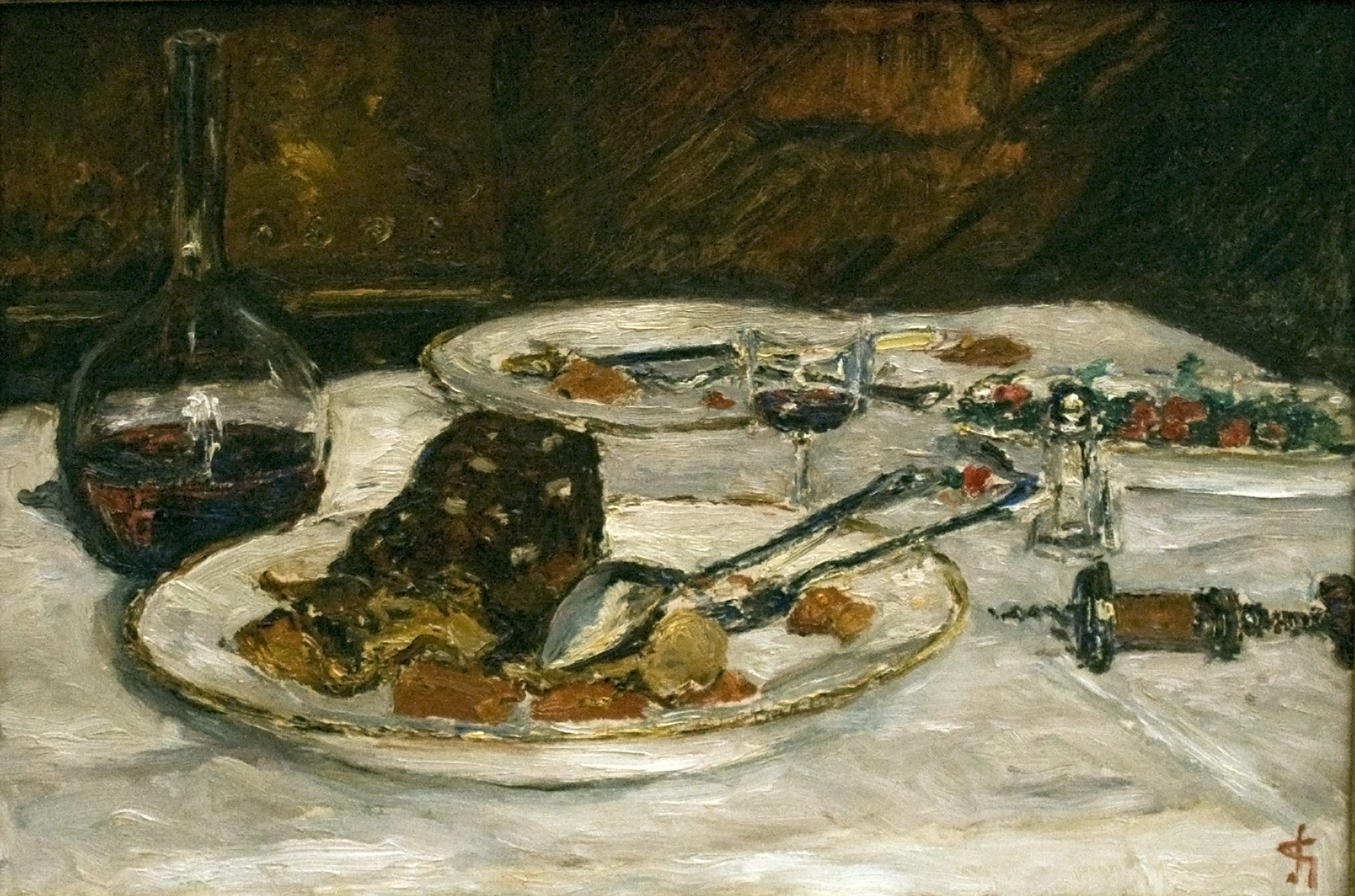
Charles Storm van 's Gravesande (1841-1924), Boeuf à la mode 1906, óleo sobre tela, Teylers Museum, Haarlem.

Boeuf à la mode, «carne preparada con estilo», es un platillo de carne estofada originario de la gastronomía francesa. Es una forma de preparar un corte de carne de res más duro (rico en tejido conectivo y en recetas más antiguas a menudo en manteca). El plato se prepara dorando primero la carne en aceite, manteca o grasa de tocino. Algunas recetas incluyen un paso de marinado preliminar, donde la carne se marina en una combinación de vino y brandy antes de dorarse.
La carne dorada se cuece en un líquido compuesto principalmente de vino tinto con ajo y tubérculos (generalmente apio, zanahorias y cebollas) y hierbas como tomillo, laurel o semillas de apio. Muchas recetas agregan tomates o salsa de tomate enlatada, mientras que otras agregan caldo de res y / o brandy u otros aguardientes destilados. En algunas recetas antiguas, la adición de un trozo de pata de ternera o huesos (osobuco) agrega gelatina al líquido para estofar, lo que sirve para espesar la salsa resultante.

## Receta
A continuación se presenta una de las diversas recetas existentes para preparar Boeuf à la mode.

### Ingredientes
Los ingredientes para seis personas son:
2 kg de carne de res (falda o similar), 1 cebolla picada fina, 1 manojo de perejil (picado), sal, pimienta negra, nuez moscada, tomillo.
12 lonchas de tocino, 3 cebollas (pequeñas picadas fino), 3 zanahorias (en trozos), Brandy, vino blanco, caldo de carne.

### Preparación
Mezcle la cebolla finamente picada, una ramita de perejil picado, 1/2 cucharadita de sal, 1/4 cucharadita pimienta negra, 1/8 cucharadita de nuez moscada y 1/4 cucharadita. de tomillo. Con dicha mezcla condimente 4 tiras de tocino en esta mezcla, y luego use estas tiras para saborizar el trozo de carne de res. Para hacer esto, con un cuchillo delgado realice una incisión que atraviese de lado a lado la carne, y luego inserte con ayuda del mango de una cuchara de madera cada tira de tocino para que pase por el trozo de carne de res. 
Luego coloque 4 tiras adicionales de tocino en el fondo de una olla de hierro con tapa, luego coloque la carne sobre las tiras de tocino. Coloque 4 tiras más de tocino en la parte superior de la carne, luego agregue las 3 cebollas pequeñas cortadas bien, 3 zanahorias, sal y pimienta a su gusto, 1/4 cucharadita. nuez moscada, 1/4 cucharadita de tomillo, 1/2 taza de brandy, 1/2 taza de vino blanco. Proceda a dorar la carne y la cebolla y luego opcionalmente agregue 1 taza de caldo de res a la olla.
A continuación coloque la olla en la cocina y cueza la mezcla. Reduzca a fuego lento, cubra con la tapa y deje cocinar a fuego lento durante 3 horas. Agregue más líquido si es necesario para mantener el líquido en el fondo de la olla. 
Una vez cocinada, retire la carne y las verduras de la olla. Tome el tocino que estaba encima y debajo de la carne y deséchelo. Deja reposar la carne durante unos minutos, luego córtela en rodajas o en cubos. Retire la grasa de la parte superior de la salsa que queda en la olla y luego pase la salsa por un colador fino.
Sirva la carne y las verduras junto con las papas hervidas en un tazón pequeño. Finalmente vierta la salsa encima.

## Origen

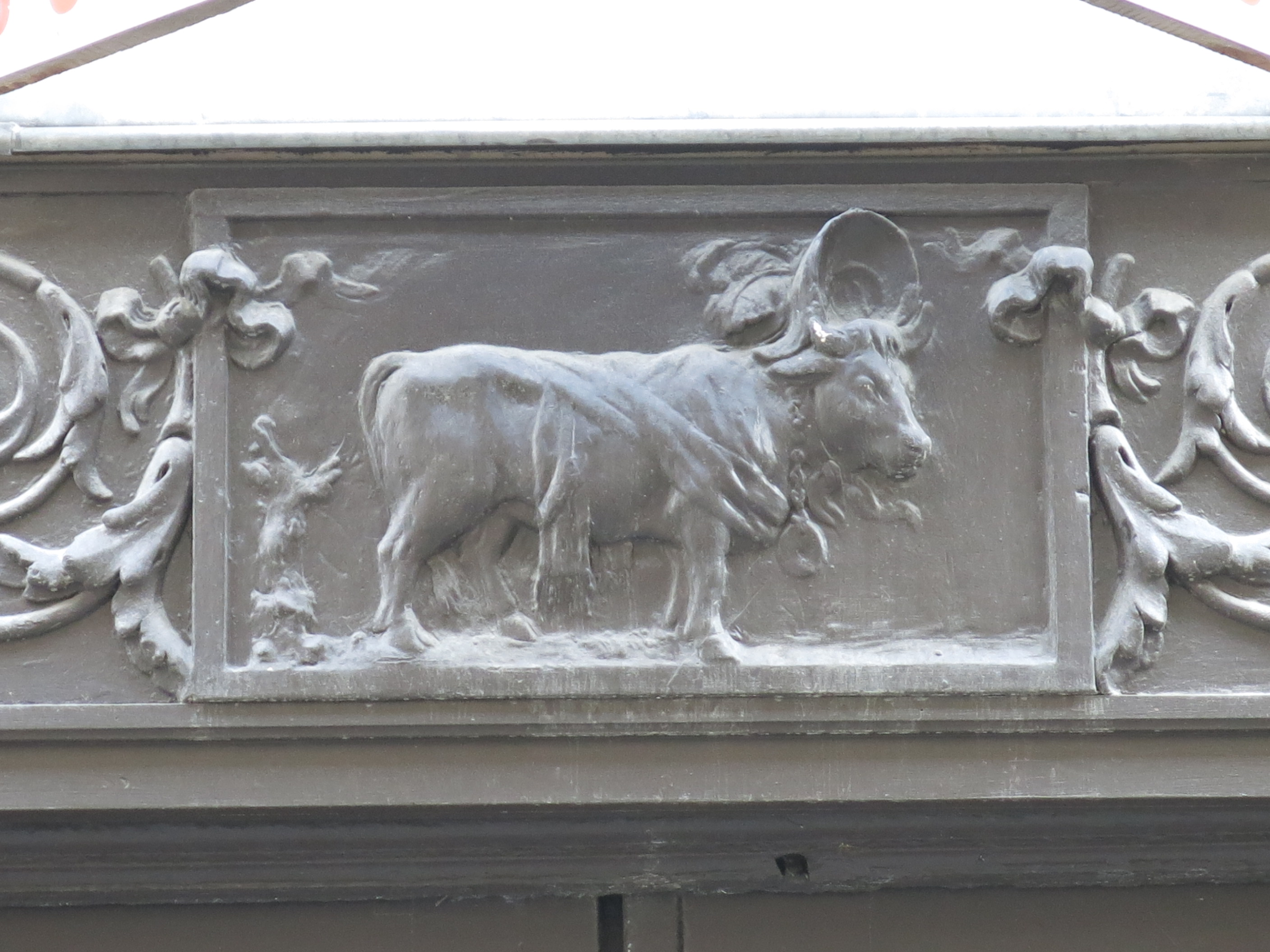
Insignia del restaurante Bœuf à la mode, en el 8 rue de Valois, 1er arr. de París.

La receta de este platillo data de 1651, año en que se publicó el libro Le nouveau cuisineinier françois de François Pierre de La Varenne.
El primer "restaurante a la carta" en París también llevaba este nombre. Fundado en 1792, originalmente se llamaba Meot, en honor a sus creadores, los hermanos marselleses Meot. Luego, bajo el nombre de Bœuf à la mode, tuvo muchas décadas de gloria; su letrero representaba una res vestida con una túnica, un chal y un sombrero de plumas. Durante el Directorio un hombre llamado Tissot se hizo cargo del restaurante y vistió a la res como un  « Increíble ». En época de la Restauración, la res fue vista usando una túnica, un chal, y un tocado emplumado y adornado con pendientes. En una nota sobre el restaurante de la época se indicaba que el mismo sirve "buena cocina burguesa en su pequeña sala, completa con salones y armarios ubicados en el entrepiso".
Pero la moda pasó y su cocina provenzal, fragante y colorida, fue atacada e incluso su marca fue menospreciada. Honoré de Balzac fue quien primero lo abordó, en 1826, en Le Petit Dictionnaire critique et anecdotique des Enseignes de Paris, par un batteur de pavé. Asustado por los precios, denunció: «Boeuf à la mode : Un restaurante cerca del Palacio Real. Una res con un chal, y un sombrero adornado que el propietario bromista pensó que podía llamar de moda; algunos, engañados por el juego de palabras, querían probar la comida, pero la encontraron demasiado "salada" (cara).»